# Сант'Агостино (Ферара)
Сант'Агостино (итал. Sant'Agostino) је насеље у Италији у округу Ферара, региону Емилија-Ромања.
Према процени из 2011. у насељу је живело 2867 становника. Насеље се налази на надморској висини од 21 м.

## Становништво
| 1931. | 1936. | 1951. | 1961. | 1971. | 1981. | 1991. | 2001. | 2011. |
| ----- | ----- | ----- | ----- | ----- | ----- | ----- | ----- | ----- |
| 6.186 | 6.308 | 6.435 | 5.945 | 5.671 | 5.990 | 5.900 | 6.139 | 7.068 |